# 思文凯
思文凯（瑞典語：Carl-Henric Svanberg，1952年5月29日—）是一位瑞典企业家。

## 生平
1952年出生于瑞典，毕业于林雪平大学和乌普萨拉大学。之后任职于亚萨合莱。2003年至2009年12月，他担任爱立信总裁兼首席执行官。2010年担任英国石油公司董事长。2012年4月被任命为沃尔沃集团董事长。